# Władysław Dec (podpułkownik)
Władysław Michał Dec (ur. 4 września 1894 w Kolbuszowej, zm. 9 listopada 1946 w Wałbrzychu) – podpułkownik piechoty Wojska Polskiego, kawaler Orderu Virtuti Militari.

## Życiorys
Urodził się 4 września 1894 w Kolbuszowej, w rodzinie Stanisława i Karoliny z Osiniaków . Ukończył gimnazjum w Dębicy.
W czasie I wojny światowej służył w 3 kompanii 3 Pułku Piechoty Legionów. Jako plutonowy odbył kampanię karpacką, podczas której został ranny. Od kwietnia 1915 w 4 Pułku Piechoty Legionów. W sierpniu 1916 mianowany chorążym. Po kryzysie przysięgowym w 1917 – do października 1918 służył w 40 Pułku Piechoty. 
W listopadzie 1918 w Wojsku Polskim mianowany podporucznikiem, w marcu 1920 został porucznikiem. Brał udział w wojnie polsko-bolszewickiej. Od września 1920 służył w stopniu kapitana w 4 Pułku Piechoty Legionów w Kielcach. 12 kwietnia 1927 mianowany majorem ze starszeństwem z 1 stycznia 1927 i 13. lokatą w korpusie oficerów piechoty. W maju tego roku został wyznaczony na stanowisko dowódcy batalionu w macierzystym 4 pp Legionów. W październiku 1932 został przesunięty na stanowisko kwatermistrza. Na stopień podpułkownika mianowany ze starszeństwem z 1 stycznia 1936 i 13. lokatą w korpusie oficerów piechoty. W marcu 1939 pełnił służbę w Komendzie Rejonu Uzupełnień Ciechanów na stanowisku komendanta rejonu uzupełnień.
Podczas kampanii wrześniowej (od 1 października 1939) dowodził 178 Pułkiem Piechoty (rezerwowym), z którym wziął udział w bitwie pod Kockiem. Po kapitulacji dostał się do niemieckiej niewoli. Uwięziony w Oflagu VII A Murnau (numer jeńca: 16017). Po powrocie z niewoli, w 1945 wyjechał z żoną do Jeleniej Góry, a następnie do Walimia k. Wałbrzycha.
Zmarł 9 listopada 1946 w Wałbrzychu. Został pochowany na cmentarzu w Kolbuszowej .
Od 1924 był mężem Jadwigi Magdaleny z d. Durniatt (1902–1981).

## Ordery i odznaczenia
- Krzyż Srebrny Orderu Wojskowego Virtuti Militari nr 6201 – 17 maja 1922[9][10]
- Krzyż Niepodległości – 6 czerwca 1931[11]
- Krzyż Walecznych dwukrotnie[12]
- Złoty Krzyż Zasługi – 10 listopada 1928[13]